# Josef Rumler
Josef Rumler (20. července 1922 Chlumec nad Cidlinou – 1. listopadu 1999 Praha) byl český básník, literární kritik, historik, polonista a esperantista. Je znám svou původní tvorbou v esperantu, ale také překlady z češtiny do esperanta.

## Životopis
Josef Rumler prožil dětství v Chlumci nad Cidlinou a v Káranicích. Otec pracoval jako úředník v pražské „Anglobance“ a proto se rodina v roce 1928 přestěhovala do Prahy. Po obecné škole studoval v letech 1933–1941 reálné gymnázium a knihovnickou školu, kterou absolvoval v roce 1942. Jeho spolužákem na gymnáziu byl Zbyněk Havlíček. Seznámil se také s jeho otcem spisovatelem Jaroslavem Havlíčkem.
Po ukončení školy pracoval krátce jako knihovník v Národní odborové ústředně zaměstnanecké. Koncem roku 1942 byl totálně nasazen v magdeburgské letecké firmě Junkers. Záhy byl přeložen do pražské pobočky firmy ve Vysočanech. Od roku 1945 začal studovat na Filozofické fakultě Univerzity Karlovy polonistiku a slavistiku. V letech 1946–1947 pracoval také jako tajemník Česko-polské společnosti. Od roku 1947 studoval na Jagellonské univerzitě. Studium včetně nostrifikace ukončil na Varšavské univerzitě v roce 1949. Nebyl však připuštěn k obhajobě diplomové práce s ohledem na její téma – Martyrologické téma v české a polské literatuře.
Mezi lety 1949–1952 působil jako lektor polonistiky na Vysoké škole politické a sociální. Od podzimu 1952 pracoval jako redaktor v nakladatelství Československého spisovatele. Zde společně s básníkem Ladislavem Fikarem založili v roce 1961 edici Klub přátel poezie. Mezi lety 1965–1974 byl vedoucím redakce poezie. Vzhledem ke zdravotním problémům odešel v březnu 1974 z nakladatelství. Od roku 1975 se zabýval literární tvorbou a interlingvistikou. Pracoval především na esperantologických studiích a překladech.
Čestmír Vidman vzpomínal na přítele Josefa Rumlera jako na obětavého člověka, ve kterém ztratilo esperantské hnutí osobnost, která hledala nové cesty, jak rozšířit užívání esperanta co nejširším vrstvám obyvatel na celém světě.

## Tvorba
Během středoškolských studií publikoval svoje první příspěvky ve studentském časopisu Mladý literát. Od roku 1937 začal zveřejňovat esejistické texty a verše v dalších studentských listech, například v Mladé kultuře, Generaci nebo jičínské studentské Práci. Mezi lety 1945–1947 se zabýval literární kritikou mimo jiné v Rudém právu, Práva lidu nebo Lidových novinách.
Během čtyřicátých a padesátých let vznikaly jeho překlady z polštiny a ruštiny. Od šedesátých let 20. století začal publikovat studie i překlady z české poezie a svoji původní tvorbu v esperantu. Mnohé knihy svých generačních vrstevníků doplnil komentáři. Poezii se začal opět věnovat a publikovat od roku 1967 v Literárních novinách, Květech, Plameni, Hostu do domu a dalších časopisech.
Básnická tvorba z let 1938–1946 byla vydána v roce 1973 ve sbírce Hrnek ranního mléka. Reagoval na atmosféru ohrožení národa a jeho znovuzrození. Navazoval na meziválečný ruralismus, především na tvorbu básníka Jana Čarka. Po delší odmlce, koncem šedesátých let napsal během dvou let básnickou sbírku Vynášení houslí (Československý spisovatel, 1970), kterou vzdal poctu rodnému kraji a domovu.
Během své editorské činnosti připravil pro vydání knihy autorů jako byli Michail Isakovskij, Vojtěch Rakous, Karel Hynek Mácha, Jan Čarek, Karel Havlíček Borovský, Rainer Maria Rilke, Jindřich Šimon Baar, Jaroslav Havlíček a další. Některé doprovodil předmluvou, doslovem nebo komentářem.  Tvorbou Jaroslava Havlíčka se zabýval i jako literární historik. V roce 1973 vydal monografii Epik Jaroslav Havlíček.
Do češtiny přeložil například knihy – Věrná řeč Stefana Żeromskiho, Podzemní lidé Andrzeje Strugy, Črty uhlem Henryka Sienkiewicze nebo Svatbu na vsi Marii Dąbrowské.
Básně řady autorů přeložil do esperanta, lze uvést jména jako Petr Bezruč, Ivan Blatný, Otokar Březina, Miroslav Florian, František Halas, Vladimír Holan, Miloš Macourek, Karel Hynek Mácha, Vítězslav Nezval, Jan Pilař, Karel Toman, Jan Skácel, Jiří Wolker, Jiří Žáček. Překládal i méně známé básníky (Karel Boušek, Lubomír Brožek, Jaroslav Čejka, Michal Černík, Kamil Mařík, Jaromír Pelc, Josef Peterka, Ivo Šmoldas, Čestmír Vidman, Alois Volkman). Většina těchto překladů vyšla v esperantském literárním časopise Fonto vydávaném v Brazílii. Do češtiny převedl sbírku Těžké víno (Peza vino) esperantské básnířky Eli Urbanové.

### Původní tvorba
- Vynášení houslí (1970)
- Hrnek ranního mléka (1973)
- Výstup na horu Říp (1978)
- Ranní dojení (1987)
- Obnovené obrazy selského živobytí v Čechách (1997)
- Líbánky s češtinou (1992)

### Esperanto – vlastní tvorba, překlady, sborníky – výběr
- Niaj aŭtoroj sin prezentas (Naši autoři se představují, 1980)
- En la koro de Eŭropo – V srdci Evropy, s podtitulem Esperanto en arta kuirejo de ĉeĥaj poetoj kaj prozistoj (Esperanto v umělecké tvorbě českých básníků a prozaiků, 1983)
- Kvarfolio (Čtyřlístek, 1985 s Eli Urbanovou, Jiřím Karenem a Čestmírem Vidmanem)
- Abunde kaj redunde (Hojně a nadbytečně, 1986)
- Koncepto de diversaj stiloj kaj ĝia apliko al la Esperanta leksiko (Koncepce různých stylů a jejich aplikace na slovní zásobu esperanta, 1987),
- Ranní dojení (Matena melkado, 1987)
- Nuntempaj cehaj poetoj en 1000 versoj (Současní čeští básníci v 1000 verších,1989)
- Lasta ĉevalo (Poslední kůň, 1992)
- Vitae rusticae in Bohemia imagines renovatae / Renovigitaj bildoj de la kamparana vivado en Cxehxio (Fonto, Chapecó, 2011 – latinsko-esperantské vydání sbírky Obnovené obrazy selského živobytí v Čechách)

Z esperantské tvorby je třeba zmínit  především poemu Lasta ĉevalo, která byla publikována v příloze časopisu Paco (1985) a následně v brazilském Fontu. Tato mezinárodní prezentace měla výjimečný ohlas. Autor kombinoval rytmické prostředky esperanta tak, aby vyjádřil rytmus běhu koně. 
V publikaci Abunde kaj redunde (Hojně a nadbytečně) se snažil polemizovat pomocí nově uváděných synonym a neologismů, které používal ve své tvorbě, s odpůrci oživení esperanta. Kladl si za cíl modernizovat a rozšířit esperanto a tak vznikala pod jeho vedením tzv. Praga skolo (Pražská škola). 